# Joseph-Alcide Savoie
Pour les articles homonymes, voir Savoie (homonymie).
Joseph-Alcide Savoie (Saint-Albert-de-Warwick, 5 juin 1872 - Sherbrooke, 4 février 1933) était un homme politique  et homme d'affaires québécois. Il a été député à l'Assemblée législative du Québec, représentant la circonscription de Nicolet de 1917 à 1933, sous la bannière du Parti libéral du Québec.
Originaire de Saint-Albert-de-Warwick, il fit ses études au collège Sacré-Cœur d'Arthabaska et travailla comme marchand de bois, propriétaire de ferme et propriétaire de fabrique. Il fut bénévole à la Société Saint-Jean-Baptiste, les Forestiers catholiques et les chevaliers de Colomb. Il fut député libéral de Nicolet de 1917 à 1931, ayant été réélu quatre fois. Il est décédé à Sherbrooke, le 4 février 1933.